# Pi Cassiopeiae
Pi Cassiopeiae (π Cassiopaiae, förkortat Pi Cas, π Cas), som är stjärnans Bayer-beteckning,  är en snäv dubbelstjärna  belägen i den södra delen av stjärnbilden Cassiopeja. Den har en skenbar magnitud på 4,95, är synlig för blotta ögat där ljusföroreningar ej förekommer. Baserat på parallaxmätning inom Hipparcosuppdraget på ca 18,6 mas, beräknas den befinna sig på ett avstånd på ca 175 ljusår (ca 54 parsek) från solen.

## Egenskaper
Primärstjärnan, Pi Cassiopeiae A, är en blå till vit stjärna i huvudserien av spektralklass A5 V. Stjärnan har en beräknad massa som är ca 1,8 gånger större än solens massa, en radie som är omkring 50 procent större än solens och utsänder från dess fotosfär ca 22 gånger mera energi än solen vid en effektiv temperatur av ca 8 400 K.
Pi Cassiopeiae är en dubbelsidig spektroskopisk dubbelstjärna med en omloppsperiod på nästan två dygn i en cirkulär bana och en ellipsoidisk variabel (ELL). Stjärnan varierar i magnitud 5-5,02 med en period av 0,98211 dygn eller 23,571 h.